# Richelieu Motor Car Corporation
Die Richelieu Motor Car Corporation ist ein ehemaliger US-amerikanischer Automobilhersteller der von 1922 bis 1923 ein Luxusautomobil baute.

## Unternehmensgeschichte

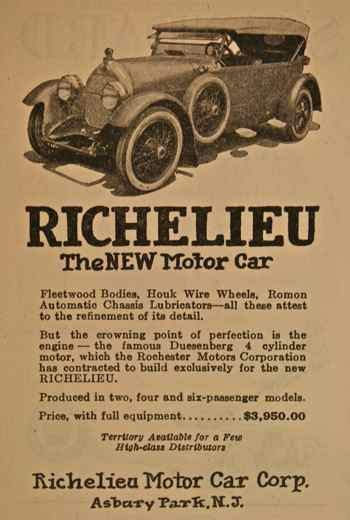
Richelieu-Anzeige, ca. 1922

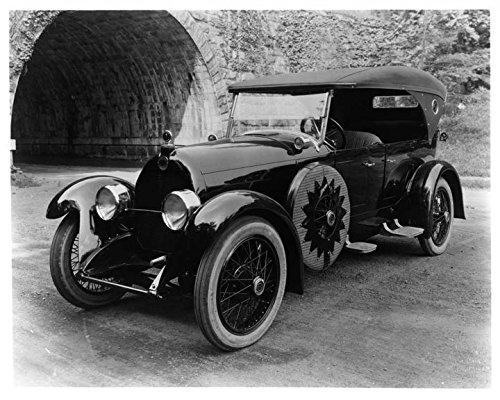
Richelieu T-85 Sport Touring, wahrscheinlich mit Fleetwood-Karosserie (1922)

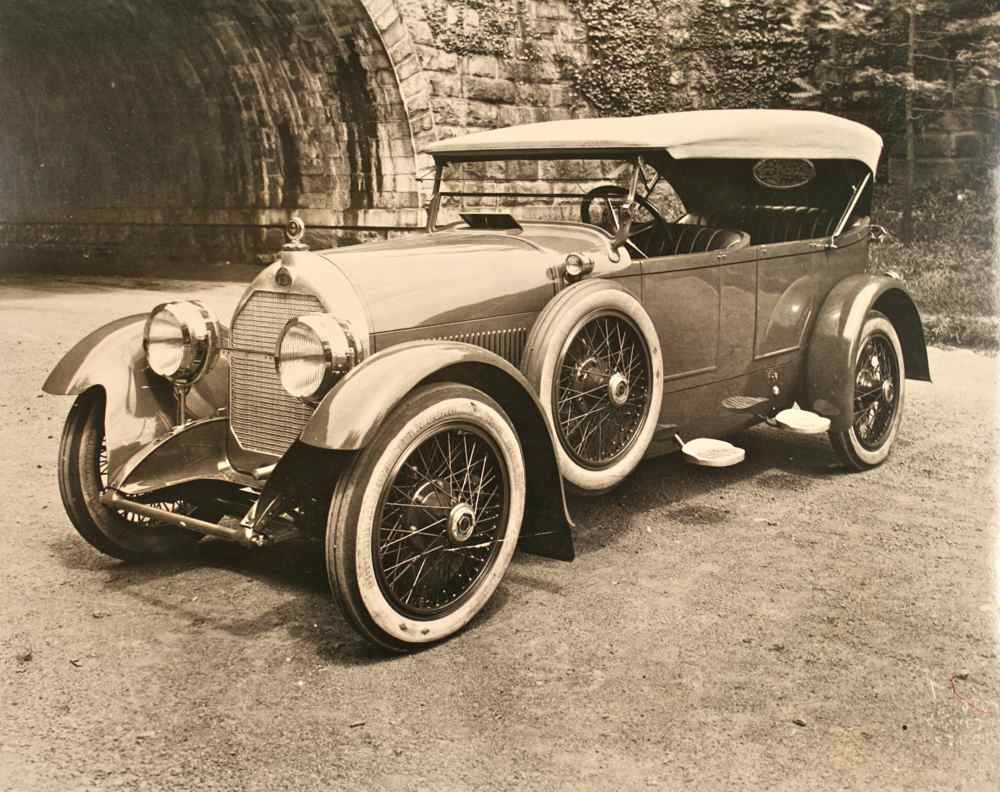
Richelieu T-85 Touring, wahrscheinlich mit Fleetwood-Karosserie (1922)

Das Unternehmen wurde von ehemaligen Mitarbeitern der Duesenberg Motors Corporation (DMC) gegründet, die im Ersten Weltkrieg in Elizabeth und Poughkeepsie (New York) überwiegend Flugzeugmotoren gebaut hatte. In der Folge gelangten die Rechte am großvolumigen Duesenberg-Vierzylindermotor Walking Beam an die Rochester Motors Company, Inc. Richelieu war einer der Kunden, welche diese Rochester-Duesenberg genannten Motoren verwendeten. Leitende Mitarbeiter von Rochester waren im Vorstand vertreten und es scheint, dass der Motorenbauer versucht hat, über diesen Autobauer den Absatz seiner Motoren anzukurbeln. Richelieu war der jüngste und letzte Hersteller, der Automobile mit solchen Motoren auf den Markt brachte.
Präsident der Richelieu Motor Car Corporation war der ehemalige DMC-Verkaufsleiter N. G. Rost, Vizepräsident William Beckman, Fred Duesenbergs ehemaliger Assistent in der DMC. Der weitere Vorstand setzte sich aus Bankern und Investoren zusammen. Die Gründung erfolgte im Oktober 1921 und die Vorstellung des einzigen Modells Richelieu T-85 am New Yorker Automobilsalon Ende November des gleichen Jahres. Es scheint, dass einer der Kapitalgeber Newton Van Zandt war, der zuvor mit wenig Erfolg und oft dubiosen Methoden die Revere Motor Car Corporation und die Duesenberg Automobile & Motors Corporation geleitet hatte. ReVere war ein Mitbewerber, der ebenfalls Duesenberg-Motoren verwendete. Es wird nicht ausgeschlossen, dass Van Zandt heimlich einen ReVere nach Asbury Park brachte und diesen dort ohne Wissen von Revere als Blaupause für den T-85 verwendete.
Der T-85 war anfangs nur als viertüriger Touring mit einer Karosserie von Fleetwood erhältlich. Das Design war sportlich-europäisch ausgerichtet. Der Radstand betrug 3327 mm (131 Zoll). Mit der vernickelten, oben gerundeten Kühlereinfassung erinnerte der Richelieu an große Fiat-Modelle. Er hatte eng geschnittene Kotflügel und kein durchgehendes Trittbrett. Stattdessen gab es zu jeder der vier Türen eine vernickelte Trittstufe. Drahtspeichenräder, große, trommelförmige Scheinwerfer und eine horizontal geteilte Windschutzscheibe vervollständigten die Ausstattung. Die 85 bhp (63,4 kW) boten eine zu ihrer Zeit mehr als ausreichende Leistung; die Rennversion, von der er abgeleitet worden war, hatte 100 bhp (74,6 kW).
Allerdings war der geforderte Preis von 3.950 US$ für den Viersitzer beachtlich: Der Richelieu war ein Luxusauto und teurer als die etablierte Konkurrenz, z. B. von Peerless oder Packard.
Für 1923 gab es mehr Karosserievarianten, alle wiederum von Fleetwood produziert. Zum Touring kam ein zweisitziger Roadster, je zu 4.200 US$, und neu war auch ein siebensitziger Sedan zu 6.000 US$. Nach einer Quelle wurde Richelieu nach anhaltenden finanziellen Schwierigkeiten von einem lokalen Karosseriebauunternehmen, der United Body Company in Rahway (New Jersey) übernommen, welches auch die letzten Karosserien lieferte. United Body hatte als einer der Zulieferer von Locomobile-Werkskarosserien und mit Einzelanfertigungen für verschiedene europäische Marken (Mercedes, Renault, Rolls-Royce) Erfahrung mit dem Markt für Oberklasse-Automobile. Es zeigte sich bald, dass Richelieu nicht stark genug war, um die Anfang der 1920er-Jahre eingetretene Wirtschaftskrise zu überstehen. Im Februar 1923 musste das Unternehmen seine Zahlen offenlegen. Schulden von 46.851 US$ standen demnach Werte von 2.723 US$ gegenüber. Über United Body ist nicht viel bekannt. Das Unternehmen scheint noch bis Anfang der 1930er Jahre in Poughkeepsie (New York) bestanden zu haben.

## Advance Motors Corporation
Eine Gruppe von Geschäftsleuten um den Konstrukteur Salvatore Barbarino erwarb Maschinen und Anlagen der insolventen Richelieu Motor Car Corporation und organisierte daraus im Herbst 1923 die Advance Motors Corporation mit Sitz in Stamford (Connecticut). Geplant war die Produktion eines leichten und luxuriösen Sportwagens, den Barbarino entworfen hatte und der unter diesem Namen in großen Stückzahlen gebaut werden sollte. Das Fahrzeug war mit einem Radstand von 110 Zoll (2794 mm) deutlich kleiner als der Richelieu. Es erhielt einen überarbeiteten Vierzylindermotor von LeRoi und innovative Vierradbremsen, die über Kabel betätigt wurden.
Es kam zu einem Streit unter den Investoren. Advanced Motors wurde bis Ende 1923 untersagt, weitere Aktien auszugeben. 1924 wurde das Unternehmen als Barbarino Motor Car Corporation mit Sitz in Port Jefferson (New York) ohne Salvatore Barbarino neu organisiert. Präsidenten dieser Gesellschaft waren kurz nacheinander Buell Alvord und Walter L. Adams.
Weniger als zehn Barbarino-Automobile wurden bis zur erneuten und endgültigen Insolvenz 1925 hergestellt. Als Produktionsort wird weder Stamford noch Port Jefferson, sondern Brooklyn genannt.
Salvatore Barbarino betrieb später eine Autoreparaturwerkstatt in Brooklyn.

## Autohersteller mit Rochester-Duesenberg Motor

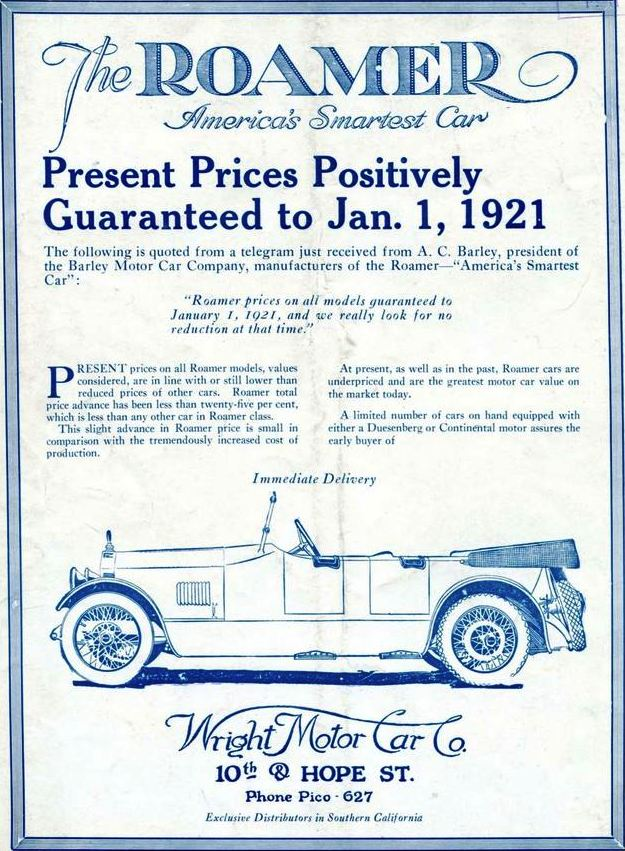
Roamer Model D4 Touring mit Rochester-Duesenberg Vierzylinder (1920)

Bis weit in die 1920er Jahre verkaufte Rochester diese Motoren als Rochester-Duesenberg an eine Reihe kleiner und exklusiver Automobilhersteller:
- Argonne (Jersey City, New Jersey); 1919–1920.[8]
- Colonial (Chicago, Illinois) 1921; Unternehmen von John D. Hertz übernommen; vgl. Shaw.[9][10]
- Kenworthy (Mishawaka, Indiana); 1920–1922.[11]
- Meteor, Philadelphia (Pennsylvania); 1919–1922.[12]
- Preston Motors Corporation; Marke Premocar (Birmingham, Alabama); 1918–1923.[13]
- Revere Motor Car Corporation (Logansport, Indiana); 1918–1926.[14]
- Roamer Motor Car Company, Kalamazoo (Michigan), Streator (Illinois) und Toronto (Kanada); 1916–1929.[15]
- Shaw (Chicago, Illinois) 1920–1921; Unternehmen von John D. Hertz.[9]
- Schutte Special; Einzelstück der Schutte Body Corporation (Lancaster, Pennsylvania).[16]
- Wolverine (Kalamazoo, Michigan); nur Prototyp.[16][17]

Genannt, aber nicht zweifelsfrei nachweisbar werden:
- Mercury (Cleveland, Ohio); 1920.[18]
- Shad-Wyck (Chicago, Illinois); nur Planung.[19]

Ein erhalten gebliebenes Fahrzeug, das in älterer Literatur irrtümlich der Marke Biddle (Philadelphia, Pennsylvania; 1915–1922). zugeordnet worden ist, wird nun als Argonne gesehen.